# بخش روخاس
بخش روخاس پارتیدو (به اسپانیایی: Partido de Rojas) یک منطقهٔ مسکونی در آرژانتین است که در استان بوئنوس آیرس واقع شده‌است. بخش روخاس پارتیدو ۲٬۰۵۰ کیلومتر مربع مساحت و ۲۲٬۸۴۲ نفر جمعیت دارد.